# Ihar Fartunau
Ihar Fartunau (ur. 17 kwietnia 1973) – białoruski niepełnosprawny lekkoatleta, mistrz i wielokrotny medalista paraolimpijski. Startuje w kategoriach przeznaczonych dla osób z wadami wzroku.
Na paraolimpiadzie debiutował w Atlancie w 1996 roku. Wystąpił wówczas w czterech konkurencjach: zdobył dwa srebrne medale w skoku w dal F12 i trójskoku F12, ponadto zdobył brąz w pięcioboju P12. Medalu nie zdobył tylko w biegu na 100 m T12, w którym zajął czwarte miejsce.
Cztery lata później na igrzyskach w Sydney startował w dwóch konkurencjach, jednak w żadnej z nich nie zdobył medalu paraolimpijskiego. W skoku w dal F13 nie zaliczył żadnej mierzonej próby, nie ukończył również pięcioboju. Miał wystąpić też w biegu na 200 m T13, jednak nie pojawił się na starcie.
W 2002 roku zdobył trzy medale na mistrzostwach świata niepełnosprawnych. Tytuł mistrzowski wywalczył w skoku w dal F13 (osiągnął wynik 7,23 m), brązowe krążki zdobywał w biegach na 100 m T13 i 200 m T13.
Na igrzyskach w Atenach ponownie wystartował w czterech konkurencjach. Na tych zawodach zdobył swoje jedyne złoto paraolimpijskie, zwyciężając zawody pięcioboju P13. Zdobył 3017 punktów i o 78 oczek wyprzedził swojego rodaka Aliaksandra Tryputsa. Zdobył jeszcze srebrny medal w skoku w dal F13. Medali nie zdobył w biegach na 100 m T13 (nie pojawił się na starcie w biegu finałowym) i 200 m T13 (odpadł w eliminacjach).
W 2006 roku został wicemistrzem świata w skoku w dal.
Na igrzyskach paraolimpijskich w 2008 odpadł w eliminacjach biegu na 100 m T13, zaś cztery lata później zajął 8. miejsce w skoku w dal F13.
Na mistrzostwach globu w 2011 zajął dwunaste miejsce w skoku w dal F13 i pierwsze miejsce w skoku wzwyż F13 (1,92 m). Dwa lata później poszło mu lepiej, gdyż zdobył tytuł wicemistrzowski w skoku w dal T13 i mistrzostwo w skoku wzwyż T13 (1,93 m). W 2014 roku zdobył brąz w skoku w dal T12 podczas mistrzostw Europy.
Fartunau jest rekordzistą świata w skoku wzwyż kategorii T13. 17 czerwca 2003 roku w holenderskim Assen skoczył 2,03 m. Jest też rekordzistą Europy w skoku w dal T13 (25 lipca 1998 roku w Madrycie skoczył 7,34 m) i w trójskoku T13 (14,40 m w Assen w czerwcu 2003).